# Москва еПри
Москва еПри е кръг от шампионата за болиди с електрическо задвижване Формула Е под егидата на ФИА. Провежда се да първи и единствен път през дебютния сезон 2014/15 на надпреварата на временната писта Москва Стрийт Сиркуит на улиците на Москва, Русия.

## История
Единственото еПри на Москва се провежда на 6 юни 2015 г. Москва не е част от първоначалния вариант на календара за сезона, но през февруари е обявено, че градът ще заеме мястото на отпадналия по-рано от сметките Рио де Жанейро.
В началото на май 2016 г. е обявено отпадането от календара за сезон 2015/16 на старта в Москва заради забавяне на решението за затваряне на улиците около Кремъл, въпреки писменото съгласие на президента Владимир Путин. Организаторите на шампионата правят опити да намерят домакин за старта на тази дата - включително Монте Карло и Донингтън парк, но те са неуспешни заради липсата на достатъчно време до 4 юни, когато е плануван да се проведе кръга и така сезонът остава с един старт по-малко.

## Писта
Москва Стрийт Сиркуит е разположена около стоящия празен терен на разрушения хотел Русия в центъра на Москва. Тя е дълга 2,29 километра и има 13 завоя. Старт-финалната права се намира на крайбрежния булевард на левия бряг на река Москва, а други забележителности близо до пистата включват Кремъл, Червения площад, храмът Свети Василий Блажени и др.

## Спонсори и официални имена
- 2015: DHL – Формула Е DHL Москва еПри 2015

## Победители
| Година | Победител      | Отбор       | Време     | Най-бърза обиколка | Пол позиция   | Дата  | Доклад |
| ------ | -------------- | ----------- | --------- | ------------------ | ------------- | ----- | ------ |
| 2015   | Нелсиньо Пикет | НЕКСТЕВ ТСР | 43:18.867 | Себастиен Буеми    | Жан-Ерик Верн | 9 юни | Доклад |

## Статистика

### Победи

#### Пилоти
| Победи | Пилот          | Постигнати |
| ------ | -------------- | ---------- |
| 1      | Нелсиньо Пикет | 2015       |

#### Отбори
| Победи | Отбор         | Постигнати |
| ------ | ------------- | ---------- |
| 1      | НИО Формула Е | 2015       |

#### Националност на пилотите
| Победи | Страна   | Постигнати | Пилоти |
| ------ | -------- | ---------- | ------ |
| 1      | Бразилия | 2015       | 1      |

### Пол позиции

#### Пилоти
| ПП | Пилот         | Постигнати |
| -- | ------------- | ---------- |
| 1  | Жан-Ерик Верн | 2015       |

#### Отбори
| ПП | Отбор             | Постигнати |
| -- | ----------------- | ---------- |
| 1  | Андрети Аутоспорт | 2015       |

#### Националност на пилотите
| ПП | Страна  | Постигнати | Пилоти |
| -- | ------- | ---------- | ------ |
| 1  | Франция | 2015       | 1      |

### Най-бърза обиколка

#### Пилоти
| НБО | Пилот           | Постигнати |
| --- | --------------- | ---------- |
| 1   | Себастиен Буеми | 2015       |

#### Отбори
| НБО | Отбор       | Постигнати |
| --- | ----------- | ---------- |
| 1   | Рено е.дамс | 2015       |

#### Националност на пилотите
| НБО | Страна    | Постигнати | Пилоти |
| --- | --------- | ---------- | ------ |
| 1   | Швейцария | 2015       | 1      |